# Franz Vranitzky
Franz Vranitzky, (Beč, 4. listopada 1937.) austrijski je političar, član Socijaldemokratske stranke  (SPÖ). Obnašao je dužnost austrijskog saveznog kancelara u periodu 1986. – 1997.
Vranitzky je radio kao bankar, između ostalog u središnjoj austrijskoj banci, a poslije toga u ministarstvu financija prije nego što je postao ministar financija 1984. godine. Koaliciju između SPÖ i liberalne Slobodarske stranka Austrije (FPÖ) predvodio je kancelar Fred Sinowatz. Zbog velikih proturječnosti s novoustoličenim predsjednikom Kurtom Waldheimom, Sinowatz daje ostavku na dužnost državnog kancelara 1986. i na tom mjestu ga nasljeđuje Vranitzky. Bio je primoran iste godine raspisati nove izbore pošto je koalicijska stranka FPÖ promijenila vodstvo i Jörg Haider je izabran za vođu stranke, što je predstavljalo političko skretanje prema krajnoj desnici. Poslije izbora, vladu su sastavili SPÖ i kršćansko demokratska stranka narodna stranka (ÖVP), koja je ostala koalicijski partner tijekom Vranitzkovog obnašanja dužnosti kancelara. Sinowatz ga je 1988. naslijedio na čelu stranke SPÖ. Na mjestu kancelara naslijedio ga je ministar financija Viktor Klima 1997.